# Hôtel de la Petite Bourdaisière
L'hôtel de la Petite Bourdaisière est un hôtel particulier situé à Tours dans le Vieux-Tours, au 2 rue du Petit-Pré, devenu petit séminaire de Tours. Le monument fait l’objet d’une inscription au titre des monuments historiques depuis 1926.

## Historique
L'hôtel de la Petite Bourdaisière est construit par Nicolas Gaudin, seigneur de la Bourdaisière.
En 1613, Isabelle Babou de La Bourdaisière, descendante de Nicolas Gaudin, le vend à une association de maîtres tapissiers de Tours et de Paris. Alexandre Motheron, maître tapissier, acquiert la Petite Bourdaisière pour en faire une succursale de la fabrique de tapisseries dite des Gobelins à Tours. Mais ses dettes entraîne la revente de la Petite Bourdaisière en 1625 aux Ursulines qui y établissent leur couvent jusqu'en 1792. L'association Marie Guyart rachète l'immeuble en 1983 permettant le Centre Marie de l'Incarnation animé par les Ursulines.